# 페닐기

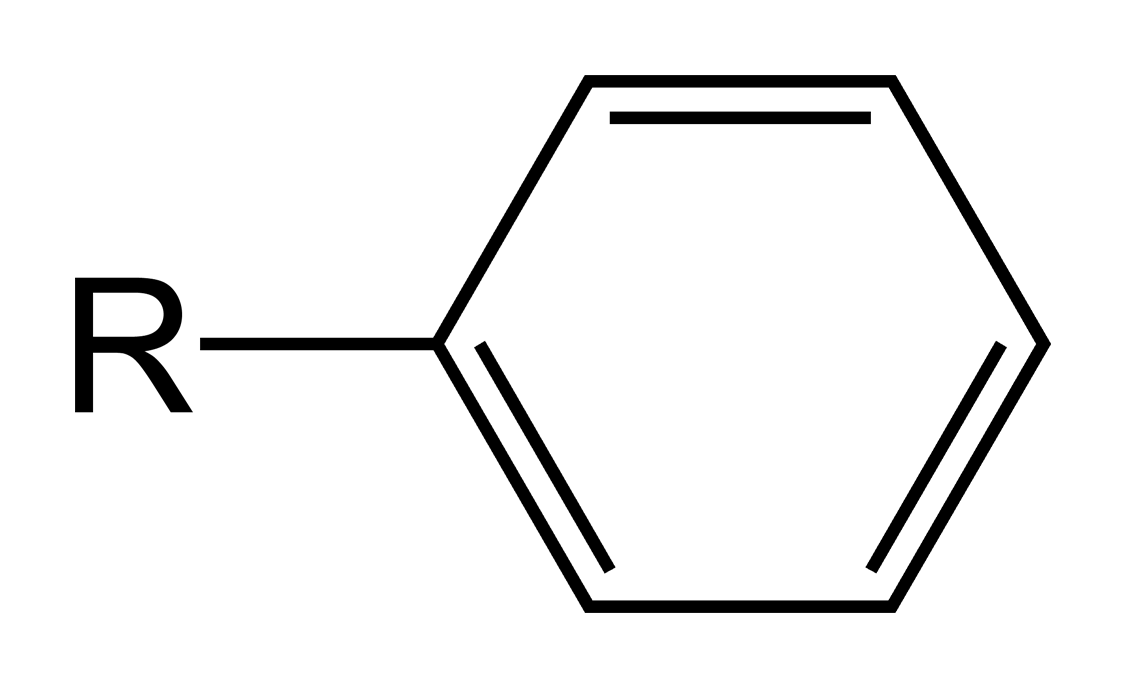
페닐기의 구조

페닐기 또는 페닐 고리(phenyl group 또는 phenyl ring)는 탄소와 수소로 이루어진 작용기로 -C6H5의 화학식을 지닌다. 여기에서 6개의 탄소 원자는 오른쪽 그림과 같이 순환 고리 구조를 이루며 배열되어 있다. -Ph를 약어로 가지는 페닐기는 아릴기의 일종이다.
페닐기는 매우 안정적이며, 방향족 탄화수소의 일종이고, 많은 유기 화합물에서 발견된다. 페닐기는 C6H6의 구조를 지니는 벤젠에서 유도된 것으로 생각 될 수 있고, 따라서 화학 문헌에서 종종 벤젠 자체를 Ph로 표기하기도 한다. 페닐기를 포함하는 가장 단순한 화합물은 페놀(C6H5OH)로, 하이드록시기가 결합된 구조이다. 페놀은 공명 안정성 때문에, 다른 알코올보다도 훨씬 강한 산으로 작용한다. (pKa = 10 vs. 16-18).
페닐은 메틸렌기(CH2)가 없다는 점에서 벤질기(benzyl基)와 다르며, 폴리스티렌과 같은 중합체에도 존재한다.

## 같이 보기
- 카르복실기